# Паркале
Паркале (перс. پركله) — село в Ірані, у дегестані Астане, у Центральному бахші, шагрестані Шазанд остану Марказі. За даними перепису 2006 року, його населення становило 293 особи, що проживали у складі 72 сімей.

## Клімат
Середня річна температура становить 10,11°C, середня максимальна – 29,13°C, а середня мінімальна – -11,94°C. Середня річна кількість опадів – 281 мм.
| Клімат поселення                              | Клімат поселення | Клімат поселення | Клімат поселення | Клімат поселення | Клімат поселення | Клімат поселення | Клімат поселення | Клімат поселення | Клімат поселення | Клімат поселення | Клімат поселення | Клімат поселення | Клімат поселення |
| Показник                                      | Січ.             | Лют.             | Бер.             | Квіт.            | Трав.            | Черв.            | Лип.             | Серп.            | Вер.             | Жовт.            | Лист.            | Груд.            |                  |
| Середній максимум, °C                         | 4,57             | 6,44             | 10,30            | 16,94            | 22,28            | 27,23            | 28,98            | 29,13            | 24,25            | 18,00            | 11,28            | 5,93             |                  |
| Середня температура, °C                       | −3,68            | −1,81            | 2,04             | 8,70             | 14,02            | 18,99            | 23,22            | 23,36            | 18,50            | 12,23            | 5,52             | 0,17             |                  |
| Середній мінімум, °C                          | −11,94           | −10,06           | −6,2             | 0,44             | 5,77             | 10,73            | 17,46            | 17,61            | 12,74            | 6,46             | −0,25            | −5,58            |                  |
| Норма опадів, мм                              | 42               | 38               | 52               | 39               | 34               | 6                | 1                | 1                | 0                | 6                | 25               | 37               |                  |
| Середньомісячна швидкість вітру, м/с          | 1.44             | 2.42             | 2.84             | 2.96             | 2.57             | 2.22             | 2.09             | 2.22             | 2.10             | 1.93             | 1.70             | 1.68             |                  |
| Середньомісячна сонячна радіація, кДж/м²·день | 9391             | 12457            | 15090            | 18343            | 22333            | 27058            | 25966            | 24139            | 21380            | 15945            | 11122            | 9083             |                  |
| --------------------------------------------- | ---------------- | ---------------- | ---------------- | ---------------- | ---------------- | ---------------- | ---------------- | ---------------- | ---------------- | ---------------- | ---------------- | ---------------- | ---------------- |
| Джерело:                                      |                  |                  |                  |                  |                  |                  |                  |                  |                  |                  |                  |                  |                  |